# Die Kelders
Die Kelders è una località costiera sudafricana situata nella municipalità distrettuale di Overberg nella provincia del Capo Occidentale.

## Geografia fisica
Il piccolo centro abitato, a carattere prevalentemente residenziale e vacanziero, è affaciato sulla baia di Walker nei pressi della cittadina di Gansbaai.